# Bianca Ceva
Bianca Ceva (Pavia, 10 aprile 1897 – Milano, 18 giugno 1982) è stata una critica letteraria e traduttrice italiana, partigiana aderente al Partito d'Azione .

## Biografia
Laureata in Lettere all'Università degli Studi di Pavia e in seguito anche in Filosofia, ebbe modo di frequentare intellettuali antifascisti come Benedetto Croce, Tommaso Gallarati Scotti, Francesco Flora e Umberto Zanotti Bianco. Si dedicò all'insegnamento sino al 1931 quando venne espulsa dalla docenza perché antifascista aderente al movimento politico Giustizia e libertà di cui il fratello Umberto, suicidatosi in carcere nel 1930, era stato fondatore e militante con Ferruccio Parri, Riccardo Bauer ed Ernesto Rossi. Continuò a lavorare alla Pinacoteca di Brera e a opporsi al regime fascista iscrivendosi al Partito d'Azione.
Dopo la caduta di Mussolini riprese nell'agosto del 1943 a insegnare al Liceo Beccaria di Milano che lasciò per entrare attivamente nella Resistenza. Nel dicembre 1943 Bianca Ceva fu arrestata e nell'agosto del 1944 sottoposta a giudizio e condannata presso il Tribunale militare di Milano che la rinviò per una nuova condanna al Tribunale Speciale. Nell'ottobre dello stesso anno la professoressa riuscì a evadere dal carcere dove si trovava in attesa di giudizio e a raggiungere i partigiani dell'Oltrepò Pavese.
Tornata a insegnare dopo la Liberazione nel 1945, fu preside del Liceo Beccaria e segretaria generale dal 1955 al 1971 dell'Istituto Nazionale per la Storia del Movimento di Liberazione in Italia.

## Attività letteraria
Iniziò a tradurre giovanissima dall'inglese opere di Bertrand Russell (I problemi della filosofia, Milano, Sonzogno, 1922) e John Stuart Mill (Autobiografia: pagine scelte, Milano, Società Editrice Unitas, 1927); nel 1951 uscì presso la Biblioteca Universale Rizzoli la prima delle sue traduzioni delle opere di Tacito, ancora ristampate nel 2012; fu autrice di numerosi saggi su argomenti storici, filosofici e letterari per riviste quali la "Nuova rivista storica", "La Rassegna d'Italia", "Nuova Antologia". Molte sue opere sono state dedicate alla lotta antifascista, libri e saggi pubblicati soprattutto su " Il movimento di liberazione in Italia", la rivista dell'Istituto di cui fu segretaria.

## Opere principali
- Santorre di Santarosa, Milano, Leonardo, 1943[9].
- Storia di una passione: 1919-1943, con una lettera di Benedetto Croce, Milano, Garzanti, 1948[10].
- Tempo dei vivi: 1943-1945, Milano, Ceschina, 1954[11].
- 1930: retroscena di un dramma, Milano, Ceschina, 1955; dedicato al suicidio del fratello (ristampa Modena-Bobbio, Pontegobbo, 2010).
- Cinque anni di storia 1940-1945: da lettere e diari di caduti, Milano, Edizioni di Comunità, 1964 [12].
- Brunetto Latini: l'uomo e l'opera, Milano-Napoli, R. Ricciardi, 1965[13].